# Барп (Белуно)
Барп (итал. Barp) је насеље у Италији у округу Белуно, региону Венето.
Према процени из 2011. у насељу је живело 157 становника. Насеље се налази на надморској висини од 595 м.